# Mondo TV Iberoamerica
 Mondo TV Iberoamerica S.A, o Mondo TV Studios, è un gruppo specializzato nella produzione e nella distribuzione di cartoni animati, documentari e telefilm. Ha base a Tenerife.
La società è quotata presso la Borsa di Madrid nell'indice IBEX MAB 15, dedicato alle imprese in espansione.